# Дзержинськ (Росія)
Дзержи́нськ (рос. Дзержи́нск; до 1929 року — Растяпіно) — місто обласного підпорядкування в Росії, Нижньогородська область, порт на річці Ока.
Населення — 216 598 мешканців (перепис 2023). (Населення міськради 226 691 мешканців).
Залізнична станція на лінії Москва—Нижній Новгород, за 32 км від Нижнього Новгорода. Хімічна промисловість. Є театр, краєзнавчий музей.
Місто засноване 1920 року як селище Растяпіно. 22 червня 1929 року перейменоване на Дзержинськ на честь Ф. Е. Дзержинського. 30 березня 1930 року Дзержинськ отримав статус міста. Прилеглі села і селища Жолніно, Ігумново, Бабіно, Пира — відомі із XVII століття.

## Культура, освіта
Освітні заклади:
- Дзержинський політехнічний інститут
- Хімічний технікум
- Хіміко-механічний технікум
- Музичне училище

## Економіка
Дзержинськ є одним із центрів хімічної промисловості Росії: підприємства міста виробляють мінеральні добрива, гербіциди, продукти органічного синтезу (заводи «Синтез», «Пластик», «Капролактам», «Оргскло», завод отрутохімікатів та ін).
Діють також заводи будматеріалів і обладнання для хімічної промисловості, канатна, меблева фабрики, підприємства харчової промисловості.

## Транспорт
На території міста розташовані декілька залізничних станцій та зупинних пунктів Горьківської залізниці: Дзержинськ, Ігумново, Пушкіно, Калінінська, Ворошиловська та 421 км.
Через місто проходить автострада M7 «Волга».
У місті перевезення здійснюються автобусами, тролейбусами та до грудня 2015 трамваями.
За 20 км на схід від міста розташовано аеропорт Стригіно.
У місті розташовано вантажний річковий порт.

## Екологія
Дзержинськ відомий через тяжку екологічну ситуацію у місті. За радянських часів у ньому виробляли зарин та іншу хімічну зброю. Через забруднення довкілля середня тривалість життя одна з найнижчих у РФ.

## Населені пункти
До складу Дзержинської міськради входять 5 селищ міського типу:
- Бабіно (населення 2498 мешканців)
- Гавриловка (712)
- Горбатовка (3321)
- Жолніно (696)
- Пира (2025)

Сільське населення становить 316 мешканців.

## Персоналії
- Ізвицька Ізольда Василівна (1932—1971) — російська кіноактриса.